# Tambakmas (Kebonsari)
Tambakmas is een bestuurslaag in het regentschap Madiun van de provincie Oost-Java, Indonesië. Tambakmas telt 4283 inwoners (volkstelling 2010).